# Baykar Bayraktar Mini UAV
El Bayraktar Mini UAV es un vehículo aéreo no tripulado en miniatura producido por la empresa turca Baykar.

## Desarrollo

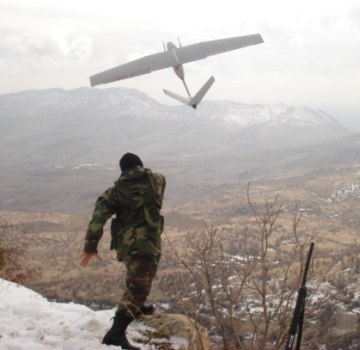
Un Bayraktar Mini UAV es lanzado por un soldado, año 2008.

Las actividades de diseño de sistemas comenzaron en 2004 con el concepto de aplicaciones de vigilancia y reconocimiento aéreo diurno y nocturno de corto alcance. El prototipo inicial, Bayraktar A, se desarrolló en 2005 y, tras exitosas demostraciones de vuelo autónomo, Baykar recibió un contrato para comenzar la producción en serie. El primer lote del pedido de las Fuerzas Armadas turcas estaba compuesto por 19 aviones que fueron desplegados principalmente en el sureste de Turquía para ser utilizados en operaciones antiterroristas. Después de cientos de horas de pruebas de vuelo y comentarios, el sistema fue sometido a modificaciones importantes y se comenzó a desarrollar una versión superior. El sistema Bayraktar B Mini UAV se completó y entró en funcionamiento en diciembre de 2007 para ser operado por las Fuerzas Armadas Turcas. Debido a su éxito en la región, el sistema también obtuvo un acuerdo de exportación para las Fuerzas Armadas de Qatar en 2012.  El desarrollo del avión continúa. Según la empresa, la versión más reciente, el Bayraktar MINI UAV D, tiene un alcance de comunicación 2 veces mayor y una altitud máxima 3 veces mayor en comparación con sus predecesores.